# Komainu

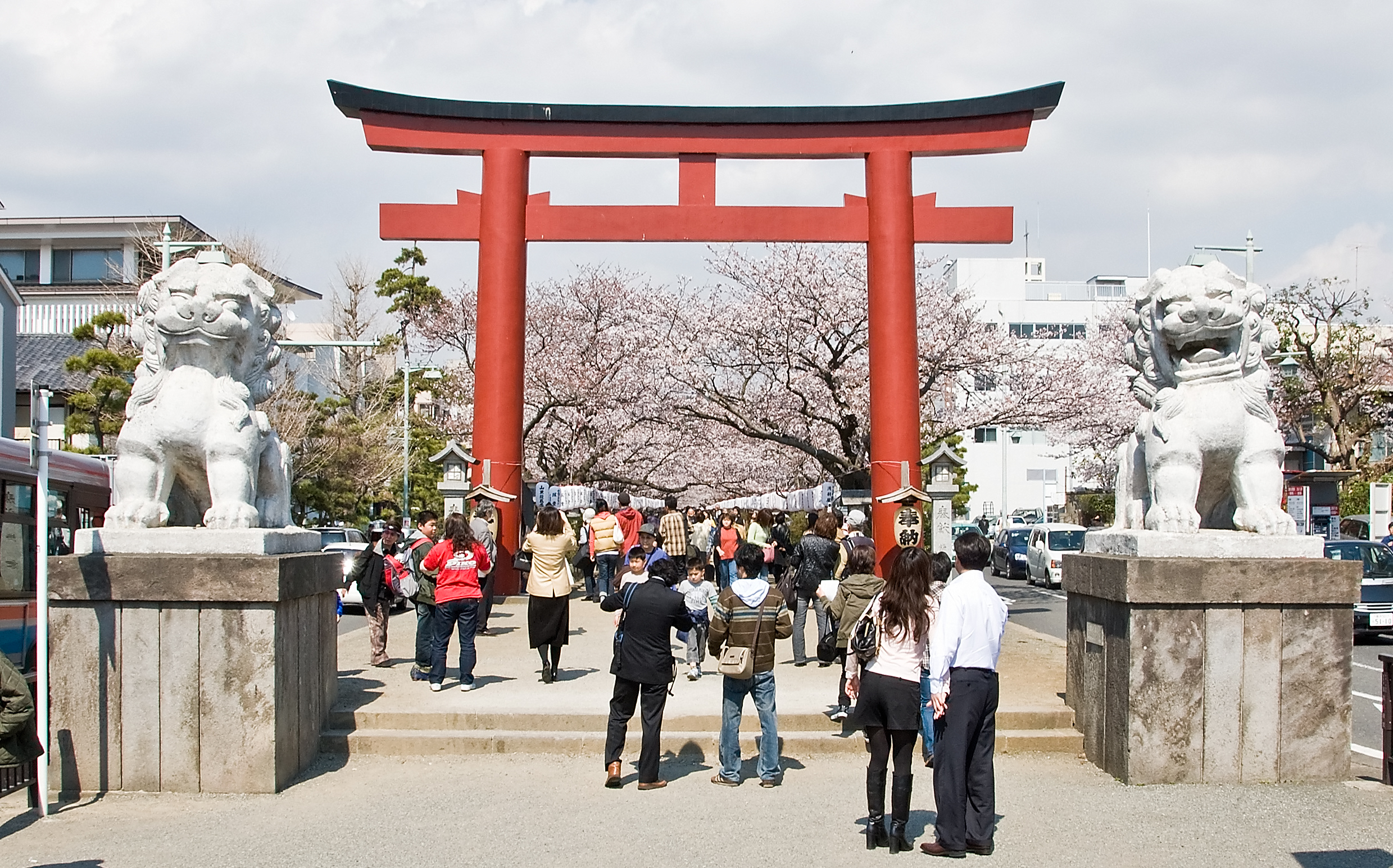
Um par de komainu, o « -a » à direita, o « -um » à esquerda.

Os komainu (狛犬・胡麻犬) são pares de estátuas de criaturas semelhantes a leões que guardam a entrada ou o honden (santuário interior) de numerosos templos xintoístas. Também podem ser colocados dentro do santuário interior, sendo nesse caso não visíveis pelo público. O primeiro tipo surgiu no período Edo, e designa-se sandō komainu (参道狛犬, «cães coreanos do percurso de visita»), e o segundo é o bem mais antigo jinnai komainu (陣内狛犬, «komainu no interior do templo»). Encontram-se também em templos budistas, em residências nobres, e em residências privadas comuns.

## Significado simbólico

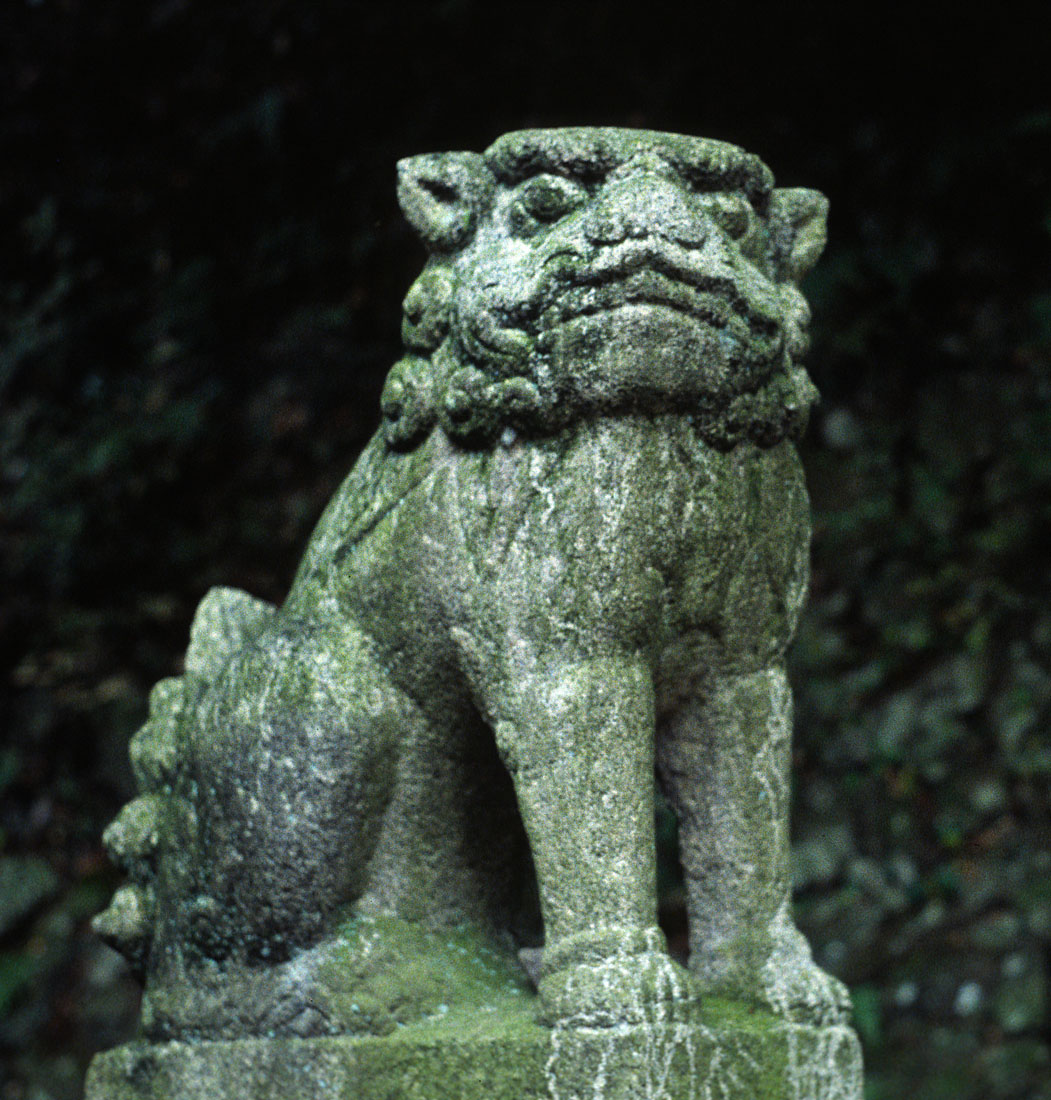
Um komainu un-gyō.

Pares de gémeos komainu ou dois shishi ("leões")/karajishi ("leões chineses") são os mais comuns associados à proteção da entrada dos templos xintoístas.
Pretendem impedir a passagem de maus espíritos, e os modernos komainu são estátuas praticamente idênticas, exceto a boca, pois um tem a boca aberta e o outro mantém a boca fechada. Há, no entanto, exceções, em que ambos os komainu têm a boca aberta ou ambos a têm fechada).